# Пътешествие до луната
„Пътешествие до луната“ (на френски: Le voyage dans la Lune) е френски късометражен, ням, научнофантастичен, приключенски филм от 1902 г. на режисьора Жорж Мелиес. Премиерата на филма е на 1 септември 1902 г. във Франция.

## Актьорски състав
| Актьор         | Роля |
| -------------- | ---- |
| Жорж Мелиес    |      |
| Виктор Андре   |      |
| Блюет Бернон   |      |
| Анри Делануа   |      |
| Франсоа Лалеме |      |